# Burkini

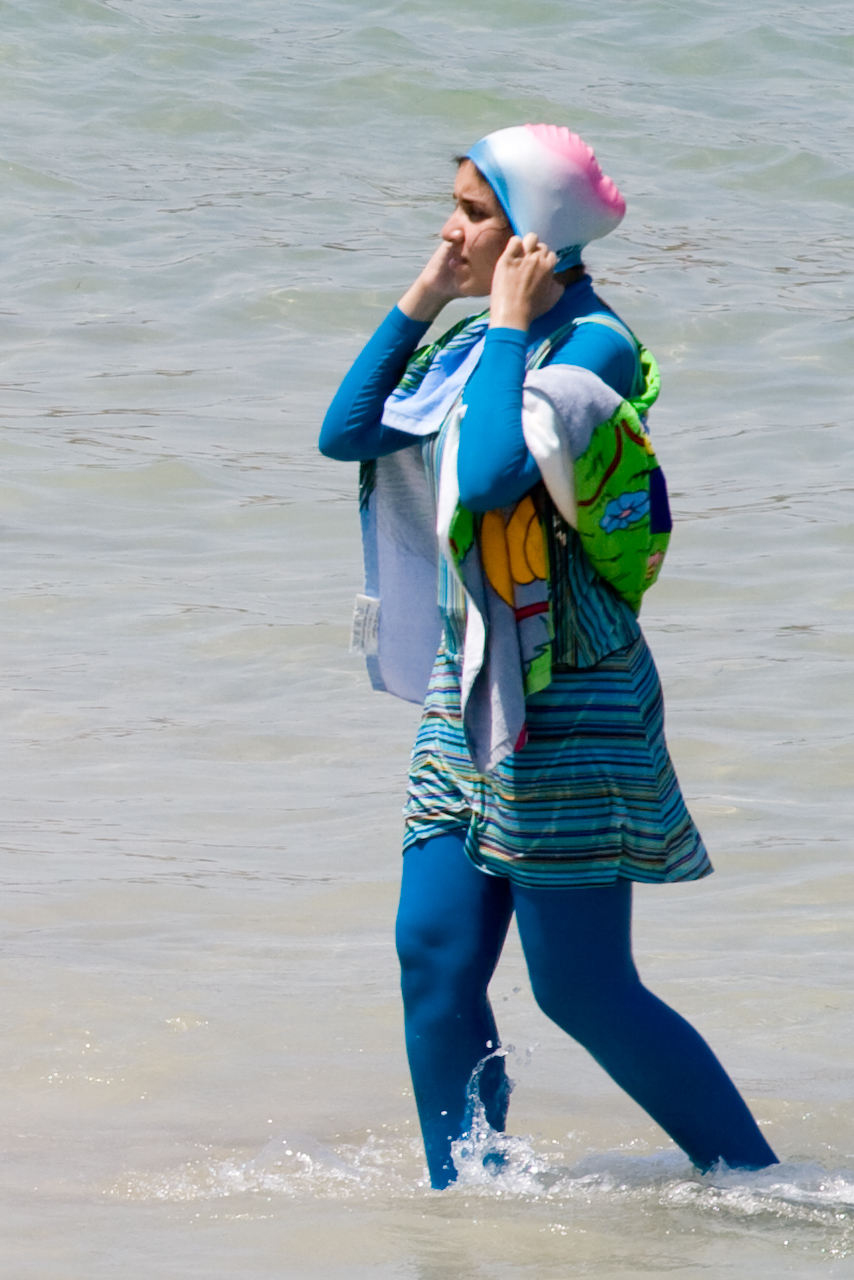
Kvinna iförd burkini.

Burkini, även burqini (efter burka och bikini), är en typ av badplagg främst anpassad för muslimska kvinnor. Dräkten, som döljer mer av kroppen än andra baddräkter för kvinnor, lanserades 2003 i Australien.

## Historik
Dräkten lanserades 2003 av den australiska kläddesignern Aheda Zanetti, med rötterna i Libanon. Namnet burkini är bildat av orden "burka" (som dock även täcker ansikte och händer) och "bikini".
Burkinin är tvådelad men täcker tillräckligt för att följa de traditionella muslimska påbuden om slöja, samtidigt som den är tillräckligt lätt för att möjliggöra simning. Den har beskrivits som en lösning för kvinnor som vill simma men som inte vill använda alltför "avslöjande" baddräkter. Den täcker dock inte ansikte, händer eller fötter.
Senare har olika sportkläder lanserats med samma typ av formgivning.

### Kontroverser i Frankrike
Under sommaren 2016 förbjöds burkini på allmänna badplatser i ett antal kommuner i Frankrike, flertalet på Franska rivieran, och inkluderande bland andra Cannes, Menton och Nice. Som stöd anfördes hygieniska argument, franska uppfattningar om sekularism och allmänhetens uppfattade hot mot allmän ordning.